# Dolichopus calceatus
Dolichopus calceatus är en tvåvingeart som beskrevs av Octave Parent 1927. Dolichopus calceatus ingår i släktet Dolichopus och familjen styltflugor. Inga underarter finns listade i Catalogue of Life.